# Ammocryptocharax vintonae
Ammocryptocharax vintonae és una espècie de peix de la família dels crenúquids i de l'ordre dels caraciformes.

## Morfologia
- Els mascles poden assolir 5,7 cm de llargària total.[6]

## Hàbitat
Viu en zones de clima tropical entre 23 °C - 27 °C de temperatura.

## Distribució geogràfica
Es troba a Sud-amèrica: rius Potaro, Mazaruni i Uiaren (afluent del riu Caroni a la conca del riu Orinoco).